# Grzybica owłosionej skóry głowy
Grzybice owłosionej skóry głowy (tinea capitis) – grupa grzybic, obejmujących skórę głowy.
Do grzybic skóry głowy należą:
- grzybica woszczynowa
- łupież pstry
- grzybica strzygąca